# Henri Lavagne
Pour les articles homonymes, voir Lavagne.
Henri Lavagne, né le 24 juillet 1939 à Boulogne-Billancourt, est un historien et archéologue français, ancien président de l'Académie des inscriptions et belles-lettres.

## Biographie
Né le 24 juillet 1939 à Boulogne-Billancourt, Henri Lavagne intègre en 1962 l’École normale supérieure de la rue d'Ulm, avant de soutenir en 1986 sa thèse intitulée Operosa antra : essai sur un thème de l'imaginaire romain, sous la direction de Pierre Grimal.
Il fut élu à l'Académie des inscriptions et belles-lettres le 22 décembre 2006 au fauteuil de Jean Irigoin. Il dirige depuis 2003 la collection du Nouvel Espérandieu, publiée par cette académie, qui est une édition refondue du Recueil général des bas-reliefs, statues et bustes de la Gaule romaine publié à l'origine par Émile Espérandieu, puis par Raymond Lantier et Paul-Marie-Duval. Après en avoir occupé la vice-présidence en 2021, il est élu président de l'Académie des inscriptions et belles-lettres pour l'année 2022.

## Publications
- Recueil général des mosaïques de la Gaule. Province de Lyonnaise : partie centrale, t. II, numéro 3, en collaboration avec Jean-Pierre Darmon, Éditions du Centre national de la recherche scientifique, Paris, 1977
- « Importance de la grotte dans le Mithriacisme en Occident », in Acta Iranica, 17, 1978, p. 271-278
- Recueil général des mosaïques de la Gaule. Province de Narbonnaise : partie centrale, t. II, numéro 3, Éditions du Centre national de la recherche scientifique, Paris, 1979
- Les Mosaïques paléochrétiennes. Compléments à leur étude, in Cahier Corsica, numéro 97, Bastia, 1981, 16 p.
- La mosaïque, Presses universitaires de France, Paris, coll. « Que sais-je ? », 1987, 125 p.
- Operosa antra. Essai sur un thème de l'imaginaire romain, microforme, ANRT, Lille, 1987
- Operosa antra : recherches sur la grotte à Rome de Sylla à Hadrien, Ecole française de Rome, Rome, 1988, 752 p.
- La civilisation romaine in La Documentation photographique, Direction de la documentation française, Paris, 1989
- Signa deorum : iconographie divine en Gaule romaine, avec Yves Burnand, de Boccard, Paris, 1999, 123 p.
- Mosaïque, trésor de la latinité (direction), avec Élisabeth de Balanda et Armando Uribe Echeverría, Ars latina, Paris, 2000, 627 p.
- Les moulages de sculptures antiques et l' histoire de l'archéologie : actes du colloque international, Paris, 24 octobre 1997, édité avec François Queyrel, Droz, Genève, 2000, 168 p.
- Recueil général des mosaïques de la Gaule. Province de Narbonnaise : Partie sud-est : cités des Allobroges, Vocontii, Bodiontici, Reii, Salluuii, Oxubii, Deciates, Vediantii, t. III, numéro 3, Éditions du Centre national de la recherche scientifique, Paris, 2000
- Jeunesse de la beauté : la peinture romaine antique (direction), avec Élisabeth de Balanda et Armando Uribe Echeverría, Ars latina, Paris, 2001, 417 p.
- Hadrien, empereur et architecte. La villa d'Hadrien, tradition et modernité d'un paysage culturel : actes du colloque international organisé par le Centre culturel du panthéon avec la collaboration de la mairie de Paris (direction avec Monique Mosser), Vögele, Genève, 2002, 199 p.
- La naissance de la ville dans l'Antiquité (dir. Michel Reddé), avec Laurent Dubois et Dominique Briquel, de Boccard, Paris, 2003, 298 p.
- Images d'argile : les vases gallo-romains à médaillons d'applique de la vallée du Rhône, (dir. Armand Desbat et Hugues Savay-Guerraz), avec Luciana Jacobelli, Département du Rhône, Lyon, 2011, 159 p.
- La Grèce antique dans la littérature et les arts, de la Belle époque aux années trente : actes du 23e colloque de la Villa Kérylos de Beaulieu-sur-Mer le 5-6 octobre 2012), direction avec Michel Zink et Jacques Jouanna, de Boccard, Paris, 2013, 311 p.

## Distinctions
- Officier de l'ordre national du Mérite (2022)[4]